# 薔薇の精

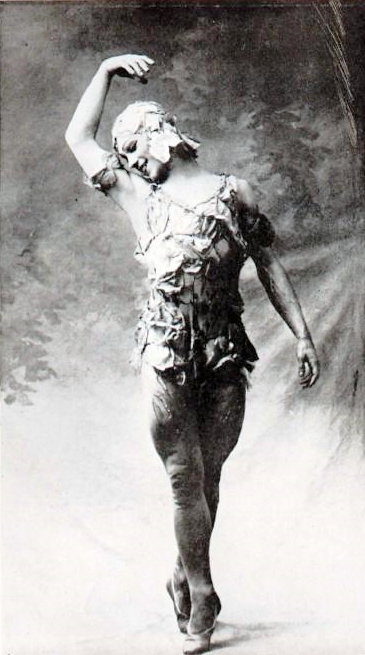
薔薇の精に扮したニジンスキー、1911年

『薔薇の精』（ばらのせい、仏: Le Spectre de la Rose）は、1911年に初演されたバレエである。
テオフィル・ゴーティエの詩句「わたしは薔薇の精、昨晩の舞踏会にあなたが連れていってくれた」を題材にとった1幕ものの作品で、1911年4月19日にバレエ・リュスによってモンテカルロ歌劇場にて初演された。
振付はミハイル・フォーキン、音楽はカール・マリア・フォン・ウェーバーの『舞踏への勧誘』（エクトール・ベルリオーズによる管弦楽編曲）、美術はレオン・バクストによる。
ヴァーツラフ・ニジンスキーが薔薇の精を、タマーラ・カルサヴィナが少女を踊り、バレエ・リュスの人気演目の一つとなった。
この作品は、現在でも世界中のバレエ団のレパートリーとなっている。

## あらすじ
初めての舞踏会から帰ってきた少女が見た夢。それは彼女が胸に飾っていた薔薇が窓から現れ、彼女を誘って踊る夢だった。やがて薔薇は再び窓から出てゆき、目覚めた彼女はそれが夢の中の出来事だったと悟る。

## その他
リパブリック・ピクチャーズ配給の同名の映画（英語原題：Specter of the Rose）がある（1946年、ベン・ヘクト脚本・監督）。